# Кевлиани
Кевлиани (груз. კევლიანი) — село в Грузии, на территории Мцхетского муниципалитета края (мхаре) Мцхета-Мтианети.

## География
Село находится в центральной части Грузии, на берегах реки Тезами (левый приток Арагви), на расстоянии приблизительно 21 километра (по прямой) к востоко-северо-востоку от города Мцхета, административного центра края и муниципалитета. Абсолютная высота — 1208 метров над уровнем моря.

## Население
По результатам официальной переписи населения 2014 года в Кевлиани проживало 57 человек (25 мужчин и 32 женщины). В национальной структуре населения грузины составляли 100 %.
| Год  | Население, человек |
| ---- | ------------------ |
| 2002 | 149                |
| 2014 | ↘ 57               |